# Escudo del Estado de México
El escudo del Estado de México de acuerdo con la Ley sobre el Escudo y el Himno del Estado de México vigente () en su art. 1 es uno de los símbolos del estado mexiquense junto al Himno del Estado de México.

## Descripción
El escudo del Estado de México está constituido con el lema «Patria, Libertad, Trabajo y Cultura», y se simboliza de la siguiente forma:
- Patria: Águila Nacional en el copete del escudo, conforme a la Ley sobre el escudo, la Bandera y el Himno Nacionales, y el dibujo en el cuartel superior izquierdo que representa el volcán Xinantécatl, la Pirámide del Sol de Teotihuacán y el topónimo original de Toluca.

- Libertad: Representada en el segundo cuartel superior derecho por un cañón de la época, sobre el lugar donde se desarrolló la Batalla del Monte de las Cruces el 30 de octubre de 1810.

- Trabajo y cultura: Representados en el tercero y cuarto cuarteles, juntos, debajo de los anteriores, conteniendo el topónimo de México, que le dio nombre a la Patria y al Estado; los surcos de la agricultura produciendo plantas de maíz y el libro abierto del saber, sobre de éste un engrane fabril, una hoz, un zapapico, una pala y un matraz, herramientas del trabajo humano. Contiene además dieciocho abejas que representan el número de los Distritos Judiciales del Estado.

## Especificaciones de uso
Lo artículos constitucionales que acompañan al escudo del Estado de México son los siguientes:
- Artículo 3.- En el escudo del Estado de México sólo podrán figurar adicionalmente por disposición de la Ley o de la autoridad, las palabras «Estado de México», que formarán una línea recta en la parte inferior.

- Artículo 4.- La debida difusión del escudo del Estado de México estará al cuidado de la Secretaría General de Gobierno.

En todos los planteles educativos, oficiales y particulares de control estatal deberá existir un escudo del Estado de México, con el objeto de utilizarlo en actos cívicos y promover entre los alumnos el respeto que se le debe profesar.
- Artículo 5.- Toda reproducción del escudo del Estado de México deberá corresponder fielmente al modelo al que se refiere el artículo 2 de esta Ley.

- Artículo 6.- El escudo del Estado de México será utilizado exclusivamente como sello en toda la correspondencia oficial de las dependencias de los poderes del Estado y sus municipios, pero queda prohibido utilizarlo en documentos particulares.

Su reproducción podrá ser colocada en todas las oficinas públicas, instituciones culturales, centros obreros y agrupaciones ejidales. Podrá figurar también en la indumentaria, pendones o distintivos de organizaciones deportivas o similares del Estado de México.

## Historia

### Escudo Virreinal
A pesar de que en la exposición de motivos del decreto del 9 de abril de 1941, se dice que desde su creación el Estado de México no tenía un escudo propio, es sabido que al formase el Reino de México y luego la Intendencia de México durante el virreinato de la Nueva España, era usado como escudo de estas entidades virreinales. Este emblema se describe así:

Un escudo formado por una águila real con las alas extendidas, que con las patas y el pico sujeta una serpiente en actitud de descuartizarla, podada a su vez sobre un nopal de seis hojas y seis tunas, este a su vez saliendo de cinco piedras en el medio de ondulaciones semejantes a las usadas en códices prehispánicos para representar agua, a todo esto le bordeaban en una forma de U una rama de laurel y otra de encino.

### Escudo de 1827

Escudo vigente entre 1827 y 1833.

El cual fue luego de la creación del Estado de México como parte de la federación mexicana por el Acta Constitutiva de la Federación Mexicana, ratificado como escudo de la entidad, por el decreto 30 del Congreso del estado del 2 de mayo de 1827 en la ciudad de Texcoco. Es así como este escudo es oficializado y al parecer permaneció como oficial hasta alrededor del año de 1833, cuando se adopta un nuevo diseño, no se sabe si este cambio se debió a la semejanza con el Escudo Nacional Mexicano lo que podía llevar a confusión o a otro motivo.

### Escudo de 1833

Escudo vigente entre 1833 y 1898.

De este segundo diseño no se tiene una fecha o decreto exacto que lo pusiera en uso, pero es corriente en la papelería oficial de las autoridades estatales. Este escudo se compone de un águila con las alas extendidas, misma que con la garra derecha y el pico sujeta una serpiente, mientras con la garra izquierda se sujeta a una hoja de nopal que tiene la palabra Toluca, el nopal del que forma parte esta hoja está compuesto de 11 hojas de nopal en total, mismas que tienen los nombres de los once distritos en que fue dividido el estado a partir de 1833, estos son Chilapa, Tulancingo, Sultepec, Taxco, Acapulco, Toluca (ya dicho), Cuernavaca, Tula, Huejutla, Este de México y Oeste de México, a su vez tiene veinte tunas; este nopal nace de la tierra y está bordeado por dos ramas una de laurel y otra de encino con tres bellotas, las cuales se amarran por un lazo o listón donde se lee en mayúsculas, ESTADO LIBRE Y SOBERANO DE MÉXICO.

### Escudo no Oficial de 1890 a 1940
Este escudo no debió ser bien aceptado, sobre todo por la dificultad de reproducirlo, así que para el año de 1933, se puede constatar el uso de un tercer escudo, el cual es mencionado en varios documentos oficiales durante el siglo que había pasado,  como lo fue en un mapa de la ciudad de Toluca y la Memoria de la Administración Pública del Estado de México, perteneciente al cuatrienio 1889 a 1893 del General José Vicente Villada.
Este mismo escudo es señalado dentro de la exposición de motivos de la convocatoria y el posterior decreto de adopción del escudo del Estado de México en 1841, como un escudo de uso irregular y no oficial, por lo que se supone era muy poco usado o incluso olvidado el escudo original de 1827 y el diseño de 1833.

### Escudo de 1941

Escudo vigente entre 1941 y 1977.

Según lo narra el exgobernador ingeniero Salvador Sánchez Collín, no fue sino hasta el año de 1940 que sobre la base de la iniciativa del profesor Horacio Zúñiga que el entonces gobernador provisional del estado licenciado Alfonso Ortega, convoca a un concurso nacional el 24 de septiembre de 1940 para elegir un escudo representativo del estado y sus valores, mismo que debería tener una frase corta y explícita que lo simbolice.
Este concurso terminó por elegir el diseño del profesor y pintor Pastor Velázquez, originario del poblado de San Matías Transfiguración, Mpío. de Zinacantepec, Méx., el cual fue mandado como iniciativa de decreto al Congreso estatal el 29 de marzo de 1941, aprobado por la comisión de gobernación el 4 de abril del mismo año, votado el 9 por el pleno y publicado como Decreto Número 39 en la Gaceta Oficial del Estado de México el 16 de abril de 1941, firmado este por el gobernador constitucional Wenceslao Labra.
Es de notar que este primer diseño tenía en la parte superior un escudo que no era el nacional, ya que los nopales nacían de un puente de tres arcos, no tenía ramas de laurel, encino u olivo que lo rodera, y que el Departamento de Economía y Estadística del Estado de México identificó como la simbología de la Ciudad de México, además en la parte baja solo tenía un sol rojo y no la simbología prehispánica que hoy presenta.

### Escudo de 1977

Escudo vigente entre 1977 y 1995.

El 25 de octubre de 1976 se realiza por decreto del Congreso estatal varias modificaciones al escudo, en el cuartel izquierdo superior se cambia el sentido del topográfico de Tolteca, ahora mira hacia afuera y esta descentrado, mientras la pirámide tras él se identifica y se le dan los rasgos de la Pirámide del Sol en Teotihuacán
Teotihuacán; en el cuartel inferior se sustituye el sol por el topónimo de México, entendiéndose este como el Conejo de la Luna o Meztli iApan (sic).
En la parte superior se reemplaza el águila que se había identificado como símbolo de la Ciudad de México por el Escudo Nacional Mexicano de acuerdo con la Ley sobre el escudo e Himno Nacionales vigente en la época.
En la parte baja se agrega un lazo o listón rojo el cual tiene del lado derecho la palabra, Meztli iApan, el cual es relacionado con el ya mencionado topónimo de México, de la forma siguiente:

cuya traducción es “en el centro del lago de la Luna”, que alude al Lago de Texcoco”, donde se encontraba el islote sobre el que se fundó Tenochtitlán, después México

Al centro lleva un símbolo compuesto por un círculo y tres flechas que salen de su centro con una diferencia de 120° grados, y que según el decreto simboliza:

Sagitario del ejército del trabajo: compuesto por el círculo, símbolo de la unidad. Del tiempo y de la vida, una flecha hacia abajo señalando la realidad biológica y social, dos flechas hacia arriba, apuntando una la actividad pensante y la otra la manifestación afectiva, las tres integran la expresión completa del ser humano, rebasando su época;

Del otro lado del listón la leyenda Estado de México, todas ellas en dorado.

### Escudo de 1995
Siendo gobernador Emilio Chauyffet Chemor se realizó otro cambio al escudo, al crearse la “Ley sobre el Escudo y el Himno del Estado de México”, misma que entró en funciones a partir del 2 de marzo de 1995, en esta ley se agrupan los decretos sobre el himno y el escudo, para el caso del escudo las únicas modificación importantes son el quitar el listón de la parte inferior, y toda alusión al significado en la ley, además de usar el diseño para impresión a una sola tinta del Escudo Nacional Mexicano en el copete superior, otra modificación es definir el control y vigilancia del uso del escudo a la Secretaría de Gobernación del Estado.